# 1729

سنة 1729 كانت سنة بسيطة تبدأ يوم السبت حسب التقويم الميلادي، وسنة بسيطة تبدأ يوم الأربعاء حسب التقويم اليولياني.

## أحداث
- أول مطبعة باللغة التركية لإبراهيم متفرقة.

## مواليد
- إدموند بيرك
- إفرايم ليسينغ
- كاترين الثانية
- لادزارو سبالانساني

## وفيات
- جياكومو فيليبو مارالدي
- فريدريش أدولف لامبه
- ياكوب روغيفين